# 批判性思维
批判性思維（英語：Critical thinking），或稱批判性思考、思辨能力、嚴謹的思考、明辨性思維、審辨式思维等，是對事實、證據、觀察結果和論據的分析以形成判斷。也是積極和熟練地概念化、應用、分析、綜合和/或評估從觀察、經驗、反思、推理或交流中收集或產生的訊息的智力訓練過程，作為信念和行動的指南。 該主題存在幾種不同的定義，通常包括對事實證據的理性、懷疑和不帶偏見（英語：Bias）的分析或評估。 批判性思維是自我導向、自律、自我監控和自我糾正的思維。 它的前提是同意嚴格的卓越標準並謹慎使用它們。 它需要有效的溝通和解決問題的能力，以及克服先天自我中心主義和民族中心主義等的承諾。
批判性思維一詞描述了合於理智的反思性思維。將外行人的思維導向科學的方法論標準（參見科學方法）尤為重要。 外行人在知識社會中扮演公民的角色尤其重要。

## 历史
批判性思维的最早记录是柏拉图所记载的苏格拉底的教导。 其中包括柏拉图早期对话的一部分，苏格拉底在道德问题上与一个或多个对话者进行接触，例如质疑苏格拉底逃离监狱是否合适。 哲学家对这个问题进行了思考和反思。
苏格拉底确立了这样一个事实，即人们不能依靠那些"权威"的人。苏格拉底坚持认为，一个人要过上好的生活，或者要过上值得過的生活，他必须是提问者，或者必须有一个质疑的灵魂。他确立了在我们接受值得相信的想法之前提出深入思考和问题的重要性。
苏格拉底确立了这段话的重要性：“寻找证据，仔细研究推理和假设，分析基本概念，不仅要注意说了什么，而且也要注意做了什么”。苏格拉底在提问方式中强调，需要思考清晰和逻辑的一致性。他问人们问题，以揭示他们的非理性思维或缺乏可靠的知识。苏格拉底证明，拥有权威并不能确保准确的知识。他确立了质疑信仰的方法，密切检验假设，依靠证据和合理的理由。柏拉图记录了苏格拉底的教导，并发扬了批判性思维的传统。亚里士多德和随后的希腊怀疑论者完善了苏格拉底的教导，运用系统思维和提问，从一目了然地确定现实的真实本质。
苏格拉底为批判性思维的传统设定了议程，即反思地质疑通常的信念和解释，仔细区分合理和合乎逻辑的信念，和另一些它缺乏足够的证据或合理基础来保证的信念——无论这些信念对我们本土的自我中心主义多么有吸引力，无论它们如何服务于我们的既得利益，无论它们多么舒适。

## 定義與內涵
“批判思維”翻譯自英文“critical thinking"一詞。這個英文詞語最早出現在 1815 年的英國文學雜誌《批判評論》中。不過這個詞語當時的意思大概是泛指文學評論。這個詞語的意義後來受康德哲學的影響，慢慢改變。到19世紀末期時，變成了一種普遍的思考方法，以及教學目標。例如美國哲學家、教育家、心理學家杜威提出“反思性思維”這個理念時，也用到“批判思維”這個名稱。不過，也有與杜威同期的學者比杜威更早用到“批判思維”這個名詞。
在1941年最早提出此觀念的美國學者Edward Maynard Glaser認為「批判性思考」必須具備三項特質：

1. 傾向以審慎的態度思慮議題和解決難題。
2. 對理性探索與邏輯推理的方法有所認識。
3. 有技巧地應用上述的方法。

1990年，一群美國學者發表了聯合聲明，對「批判性思考」做了以下界定：

我們認為批判性思考是一種有目的而自律的判斷，並對判斷的基礎就證據、概念、方法學、標準厘定、背景因素層面加以詮釋、分析、評估、推理與解釋……有理想批判性思考能力的人凡事習慣追根究底，認知務求全面周到，判斷必出於理據，心胸保持開放，態度保有彈性，評價必求公正，能坦然面對主觀偏見，判斷必求謹慎，且必要時願意重新思量，對爭議點清楚瞭解，處理複雜事物有條不紊，搜集相關資料勤奮不懈，選取標準務求合理，專注於探索問題，而且在該問題該環境許可的情況下堅持尋求最精確的結果。

## 技能
批判性思考的主要思考技能包括：解讀、分析、評估、推理、解釋、自我修正...等。

## 態度
批判性思考的特質在於對想法與信念做細緻的分析與評判，藉由拒絕不恰當的想法，讓我們更加接近真理與真相，也避免因錯誤認知產生不當決策而造成遺憾。批判性思考的主要目的在於盡可能求得最理性、客觀的判斷；另一方面，也幫助我們建立嚴謹而紮實的推理結構，更容易令他人理解與認同。
許多人認為批判性思考就是批評他人，不僅缺乏建設性，也是粗魯無禮、不懷好意、狂妄自大的。然而，如果他人是對的，我們並不需要批評他；如果他人是錯的，批判性思考令我們有能力辨識他們的錯誤。但有時對錯無關緊要，有時禮貌更為重要，必要時更需顧着對方面子，給予對方台階下，幫助對方會比批評更好。因此，公開攻擊、聲討他人並不是批判性思考不可或缺的一環，相反的，濫用批判性思考批判他人以致於惹人生厭也不是應有的態度。
低級的批判思考者(即持有弱批判性思维者)人們稱作詭辯家，他們有嫻熟的思考技巧，卻不管自身思維是否有明顯問題，他們善於挖掘他人的思考漏洞，用種種手段、技巧贏得辯論、打動他人、謀取利益。 亚里士多德在《辨谬篇》的第二章提到：“诡辩家的艺术式只有智慧的表象，没有真实的智慧，诡辩者是通过看起来有智慧但不真有智慧的方式来赚钱的人”。
然而，高級的批判思考者(即持有强批判性思维者)是公正無私的，他們試圖評論一切推理的真正優點與缺失，無論出於自己或他人。他們不會控制他人或逃避真相，而是用有道德、負責任的態度思考問題，他們願意聆聽自己未必贊同的論點，如有更正確的推理，也願意改變自己的觀點或立場。

## 學術研究上的重要性
通過引用各自的許可問題、證據來源、標準和規範等等，批判性思考在所有專業界別及學術領域中尤其重要。在科學懷疑精神的框架下，批判思考的過程涉及精心的採集和詮釋資訊，並達至合理的結論。在僅反映應用本質的情況下，批判思考的概念及原則能應用於任何情景 ，所以批判思考形成一個橫跨多個相關思考方式的系統，這些思考方式包括人類學思維、社會學思維、歷史思維、政治思想、心理思維、哲學思維、數學思維、化學思維、生物思維、生態思維、法律思維、倫理思想、音樂思維，或像畫家、雕塑家、工程師、商人一樣思考。換句話說，雖然批判思維的原則通用於不同範疇，但應用時應反映上文下理。
由於能賦予人分析、評鑑、解說和重構思維的能力，從而降低採納、按照錯誤觀念行動或思考的風險，因此批判性思考在學術界倍受重視。

## 譯名爭議
“Critical thinking”原意是指邏輯清晰嚴密的思考，而日語漢字譯法與英語原文名稱「critical thinking」都有人認為會令人聯想到負面的批評（criticize）。常見翻譯“批判性思考”的「批判」兩字在中文語境容易令人聯想到否定、質疑，與“邏輯清晰嚴密的思考”的意義有所差距。
為此，香港教育評議會曾建議譯為「明辨性思維」；香港政客、前保安局長葉劉淑儀則認為應該譯作「嚴謹的思考」；亦有人主張譯為「审辨式思维」或直稱「慎思明辨」。教育局在最新的文件中譯更新為「慎思明辨」。

### 負面思考一詞
精神科醫師最上悠於2009年在其著書提倡"負面思考"，內容包含這類人能夠批判的思考，但常常會被社會誤解為唱衰者，同時書中談到自身治療時遇到正面思考者有一部分的過激族群，如強逼得到癌症末期太太用快樂的心態接受治療，並猛烈批評末期治療沒見效她治療失敗是因為想法悲觀，這類過度強逼人的態度，點出正面思考的極限和不能達到的或甚至反而有害的方面。

### 引用
1. ↑  Edward M. Glaser. . The International Center for the Assessment of Higher Order Thinking (ICAT, US)/Critical Thinking Community.   [2017-03-22]. （原始内容存档于2019-04-27）.
2. ↑  Clarke, John. . Bristol: Policy Press. 2019: 6. ISBN 978-1-4473-5097-2.
3. ↑  . www.telacommunications.com.   [2018-04-03]. （原始内容存档于9 May 2019）.
4. ↑  . Psychology Today.   [2018-04-03].
5. ↑  Robert H. Ennis.  (PDF). University of Illinois.   [2018-07-24] （英语）.
 （页面存档备份，存于）  (PDF).   [2021-12-21]. （原始内容 (PDF)存档于2018-08-27）.
6. ↑  Template:Webarchiv abgerufen am 2. Juli 2014.
7. 1 2  Visser, Jan; Visser, Muriel. . Leiden: BRILL. 2019: 233. ISBN 978-90-04-41680-2.
8. ↑  Stanlick, Nancy A.; Strawser, Michael J. . Indianapolis: Hackett Publishing. 2015: 6. ISBN 978-1-58510-755-1.
9. ↑  Chiarini, Andrea; Found, Pauline; Rich, Nicholas. . Cham: Springer. 2015: 132. ISBN 978-3-319-19994-8.
10. ↑  . www.criticalthinking.org.   [2018-03-14]. （原始内容存档于2019-04-27）.
11. ↑  Lau, J. Y. (2024). Revisiting the origin of critical thinking. Educational Philosophy and Theory, 1-10. .
12. ↑  Edward M. Glaser, An Experiment in the Development of Critical Thinking, Teachers College, Columbia University, 1941. 譯文參見立法會 CB(2)222/08-09(01)號文件:Critical Thinking 的翻譯問題 （页面存档备份，存于）
13. ↑  Dr. Peter A. Facione, Critical Thinking: A Statement of Expert Consensus for Purposes of Educational Assessment and Instruction, a report for the American Philosophical Association, 1990.  (PDF).   [2014-04-07]. （原始内容 (PDF)存档于2013-11-26）.
14. ↑  Peter A. Facione. . California Academic Press. 1998: 1–16 （英语）.
15. ↑  Critical Thinking, fifth edition: An Introduction to the Basic Skills, ch.1.2.
16. ↑  《問對問題，找答案—批判性思考的智慧學》，作者序。
17. ↑  Aristotle; Translated by W. A. Pickard-Cambridge. .   [2020-12-19]. （原始内容存档于2021-04-25）.
18. ↑  《批判性思维：思维、写作、沟通、应变、解决问题的根本技巧》，第一章、成為公正思考者。
19. ↑  高, 基存.  (PDF). 香港中文大學: 12. 2001年7月  [2016-01-31]. （原始内容 (PDF)存档于2016-03-11）.
20. ↑  趙, 毅衡; 胡, 易容. . 新銳文創. 2014年10月: 430  [2016-02-01]. ISBN 9789865716295. （原始内容存档于2020-02-01）.
21. ↑  . 2011: 2  [2014-04-19]. （原始内容存档于2015-05-08） （英语）.
22. ↑  . 1997  [2013-06-03]. （原始内容存档于2020-10-20）.
23. ↑  蕭雪樺. .   [2013-03-11]. （原始内容存档于2017-11-13）.
24. ↑  外部參見 Education Convergence （页面存档备份，存于）
25. ↑  .   [2011-05-25]. （原始内容存档于2014-04-08）.
26. ↑  . 香港: 明報. 2007-05-09  [2010-12-21]. （原始内容存档于2019-08-17）.
27. ↑   (PDF).   [2013-03-10]. （原始内容存档 (PDF)于2019-10-30）. 不少學生只是按字面解釋，誤以為批評即等同思考，對很多事情還未作深入的分析，便妄下定論，對他們分辨事物的邏輯能力，帶來了負面的影響。……
28. ↑  宋国明. . 2011-12-05  [2013-03-11]. （原始内容存档于2020-10-05）.
29. ↑  負面思考的力量 最上悠著、朱麗真翻譯 民國98年04一版，商周出版 ISBN 978-986-6472-37-4

## 外部連結
- 思方網 （页面存档备份，存于）